# Andelfingen (Szwajcaria)
Andelfingen (do 1970 Grossandelfingen) – miejscowość i gmina (Politische Gemeinde) w północnej Szwajcarii, w kantonie Zurych, siedziba administracyjna okręgu (Bezirk) Andelfingen. Leży nad rzeką Thur. 1 stycznia 2023 do gminy przyłączono gminy Adlikon bei Andelfingen i Humlikon.

## Demografia
W Andelfingen mieszka 3431 osób. W 2022 roku 11,7% populacji gminy stanowiły osoby urodzone poza Szwajcarią.

## Transport
Przez teren gminy przebiegają autostrada A4 oraz droga główna nr 15.